# Acdestodon bonapartei
Acdestodon  bonapartei  (лат.) — вид вымерших сумчатых млекопитающих из семейства Palaeothentidae, единственный в роде Acdestodon. Известен по остаткам, найденным в верхнеолигоценовых (десеад) и в нижнемиоценовых (колуэуап) породах провинции Чубут (Аргентина).
Вид впервые описан и выделен в отдельный род в 1993 году американскими палеонтологами Томасом Боуном (англ. Thomas M. Bown) и Джоном Флиглом (англ. John G. Fleagle).

## Этимология
Родовое название Acdestodon указывает на близкое сходство с зубами представителей рода Acdestis (от др.-греч. ὀδούς, родительный падеж ὀδόντος — «зуб»). Видовое название bonapartei дано в честь аргентинского учёного Хосе Ф. Бонапарте (исп. José F. Bonaparte), оказавшего активное содействие в исследовании вида, и как признание его вклада в национальную палеонтологию.

## Описание
В отличие от Acdestis, у него на первом моляре кристид с наклоном, энтокристид более длинный, а паракристид относительно короче.
В отличие от Acdestoides praecursor, на втором моляре у него отсутствует параконид, протокристид — поперечный, меньшее соотношение длины и ширины, более короткий энтокристид, а гипофлексид глубже.
В отличие от Trelewthentes rothi у его второго моляра отсутствует параконид, энтокристид более длинный, а протокристид более развит.